# スザンナ (レンブラント)
『スザンナ』（蘭: Suzanna）は、オランダ黄金時代の巨匠レンブラント・ファン・レインが1636年に制作した絵画である。油彩。主題は『旧約聖書』の「ダニエル書」で語られている。スザンナの物語から取られており、小品ながらも卓越した明暗の表現と人物の感情描写で知られる。オラニエ公ウィレム5世のコレクションに由来し、現在はデン・ハーグのマウリッツハイス美術館に所蔵されている。またベルリンの絵画館に2点の異なるバージョンが所蔵されている。

## 主題
裕福な男ヨアキムの貞淑な妻スザンナは、毎日のように庭の泉で水浴びをしていた。ところが2人の好色な長老が彼女の美しさに目を付け、言い寄る機会を狙っていた。長老たちは密かに庭に入り込み、スザンナがいつものように庭の泉で水浴びを始めると、スザンナに詰め寄って脅迫し、関係を迫った。しかしスザンナはこれを拒否したため、長老たちは彼女を誹謗中傷し、姦淫の罪で処刑しようとした。しかし若いダニエルが長老たちに異を唱えた。ダニエルは彼らが相談できないように引き離して、個別に尋問した。すると2人の証言は食い違い、虚偽によってスザンナを陥れようとしていることが明らかとなり、長老たちは石打ちの刑に処された。

## 作品

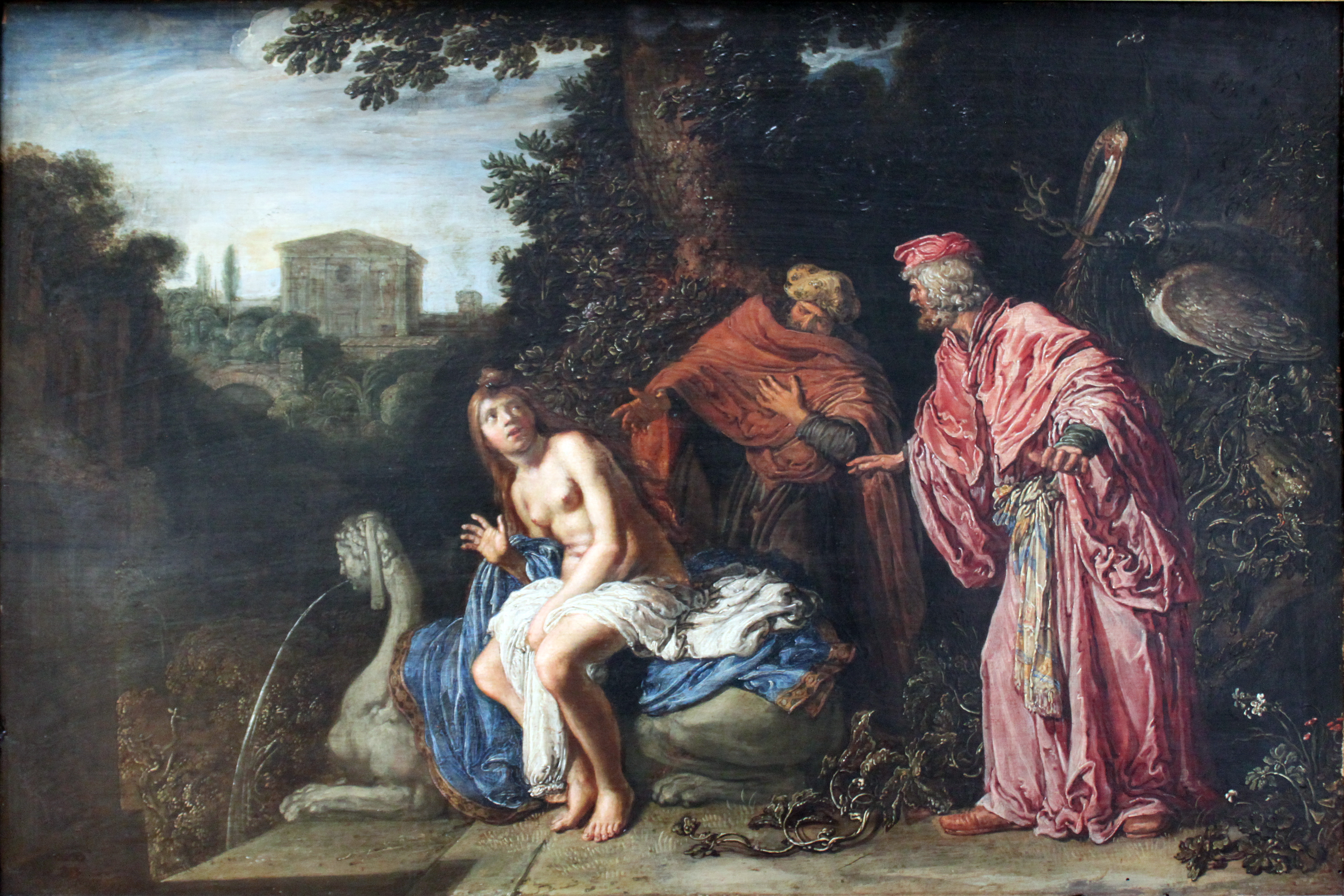
師であるピーテル・ラストマンの1614年の絵画『スザンナと長老たち』。絵画館所蔵。

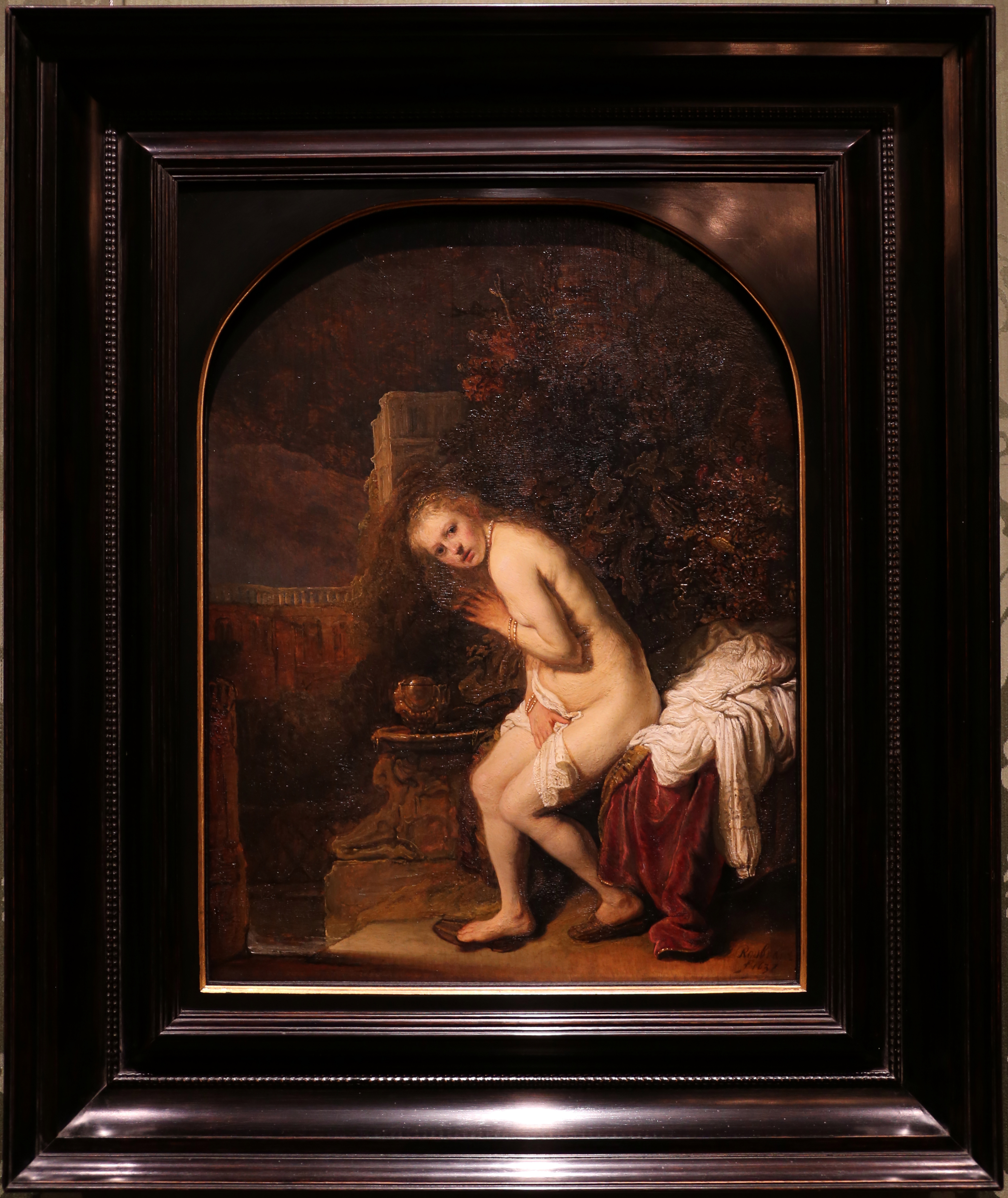
現在の額縁。

レンブラントは長老たちの存在に気づいて恐怖するスザンナの姿を描いている。レンブラントが「ダニエル記」の主題を描くために選んだ場面は、庭に隠れていた長老たちが姿を現してスザンナを脅迫している場面ではなく、その手前の長老たちがスザンナに接近して言い寄る瞬間である。
画面のスザンナはちょうど衣服を脱ぎ終え、泉に入るために下履きの靴を脱ぐところであった。実際に彼女の右足は脱いだ靴を踏んでいるが、左足は靴を履いたままであるため、背後から接近する者がいることに気づき、靴を脱ぐのを中断したのだと分かる。この接近が予想外の事態であったことは、スザンナの驚いた表情や不自然なポーズからうかがえる。スザンナはやや前かがみの姿勢で身をすくめ、左手で胸を隠し、右手で白い布を取って下半身を覆い、警戒した視線を背後に向けている。スザンナは首と両腕の真珠のアクセサリーを身に着けたままにしている。彼女の金髪は背中から右肩に垂れ下がり、画面右の石のベンチには、彼女が脱いだ深紅のドレスと刺繍が施された白いシュミーズが置かれている。また彼女の左側には金製の盆と水差しが置かれている。
一方で接近者たちはスザンナの背後の茂みの中にいる。そのうち1人は茂みの中から横顔を覗かせているが、そのすぐ左側にいるもう1人の長老は頭に被ったターバンと羽飾りだけが見えている。彼らの頭部は薄暗い背景と同化して判別しにくい。背景には宮殿があり、塔のような形の翼や欄干を備えたテラスが見える。
レンブラントは鑑賞者の視線をスザンナに集中させるため様々な点に気を配っている。たとえば、レンブラントは師であるピーテル・ラストマンの同主題の絵画『スザンナと長老たち』（Susanna en de ouderlingen, 1614年）を知っていたが、ラストマンの横長の画面ではなく縦長の画面を選択して、長老たちを画面右端の茂みの中に配置し、彼らを薄暗い茂みと同化させ、その姿が目立たないようにしている。逆にスザンナの身体の描写においては、レンブラントは絵具を厚く盛り上げ、強い光を当てることで肌の白さを際立たせ、薄い絵具で描かれた不穏な雰囲気が漂う背景からスザンナの無防備な裸体を浮かび上がらせた。これられにより劇的な効果を高め、鑑賞者が彼女の恐怖心をより強く感じられるようにしている。
レンブラントは本作品においてスザンナを理想化された女性として描いているのではなく、生身の女性として描いている。すなわち膝関節近くのふくらはぎに、それまでスザンナが身に着けていたストッキングの跡が残っている。
科学的な調査によって、レンブラントはもともと画面上部をアーチ状に丸く描き、角の部分を余白として残していたことが判明している。このことから、本作品は当初からアーチ状の額縁で飾る予定であったことが分かる。しかしある時期に額縁から角を覆っていたアーチ状の板が外され、両角の余白部分にも背景が描き足された。
さらにおそらく18世紀に画面右端2センチほどが削ぎ落とされている。これは虫食いに荒らされたことが原因と考えられており、新たに4センチ以上の板が右端に継ぎ足され、失われた部分を描き直すことで外観の復元が行われた。この継ぎ目は比較的容易に判別でき、スザンナの背後の長老の顔、スザンナが脱いだ白い衣類と深紅のドレス、画面右下隅のレンブラントの署名を縦の直線が貫いている。したがって署名の半分ほどは自筆ではないと考えられる。
2003年に大規模な修復が行われたのち、レンブラントの構図をより忠実に再現するために、アーチ型の額縁を使用することが決定された。

## 来歴

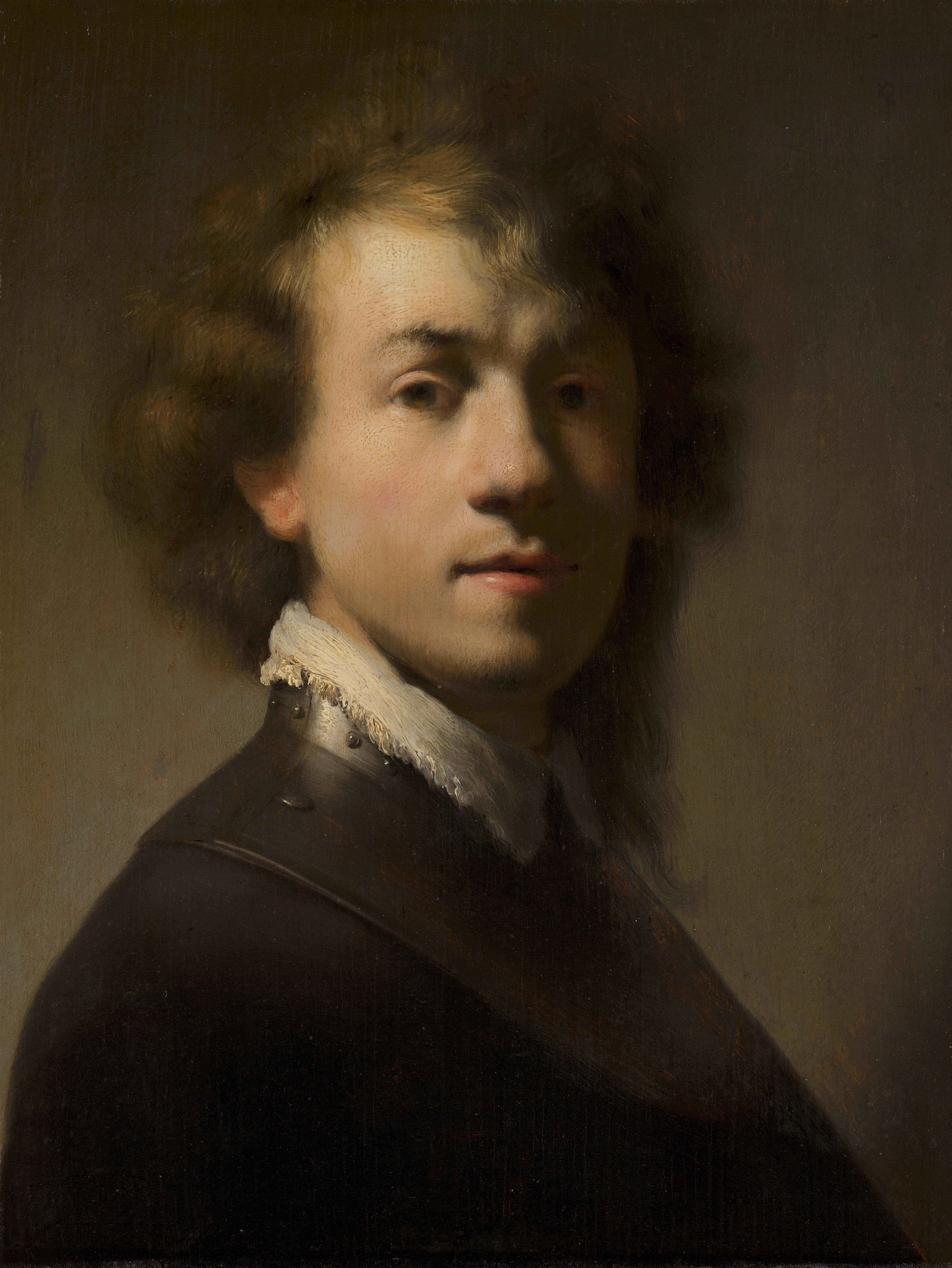
ホーファールト・ファン・スリンヘラントが所有したレンブラントの絵画の1つ『首当てをつけた自画像』。現在はゲルマン国立博物館のバージョンの複製であることがわかっている。マウリッツハイス美術館所蔵。

絵画の制作経緯や初期の来歴は不明である。絵画は18世紀にフランドルの画家ペトリュス・ヨハネス・スニエルスが所有していた。画家が1757年に死去すると、その翌年の1758年5月23日にアントウェルペンで行われた競売で売却され、オランダの政治家であり美術収集家ホーファールト・ファン・スリンヘラントの手に渡った。ファン・スリンヘラントの死後、絵画は1768年5月18日にデン・ハーグで競売にかけられる予定であったが、それより早い3月1日に、ファン・スリンヘラントの全コレクションとともに50,000ギルダーで購入したのがヴィレム5世であった。しかしフランス革命戦争でネーデルラントがフランスに占領されるとウィレム5世はイギリスに亡命した。絵画は没収されてパリに運ばれ、1795年から1815年にかけて共和国中央美術館（Muséum central des arts de la République）、その後名称を改めたナポレオン美術館（Musée napoléonien, 後のルーヴル美術館）に移された。ナポレオン退位後の1816年、絵画がウィレム5世の息子で初代オランダ国王であるウィレム1世に返還されると、ウィレム5世ギャラリーに収蔵された。絵画がマウリッツハイス美術館に移されたのは1822年のことである。

## ギャラリー
レンブラントの他のバージョン

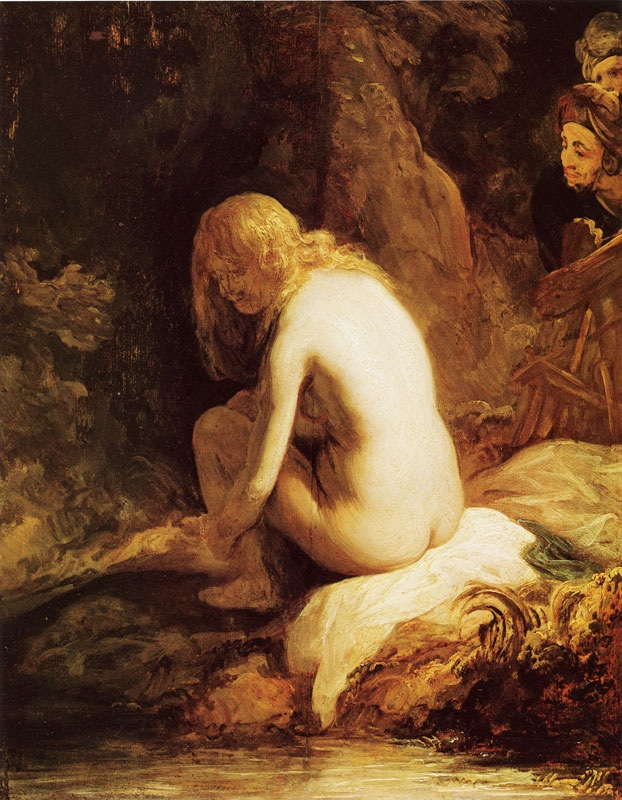
『スザンナと長老たち』1636年-1646年 絵画館所蔵
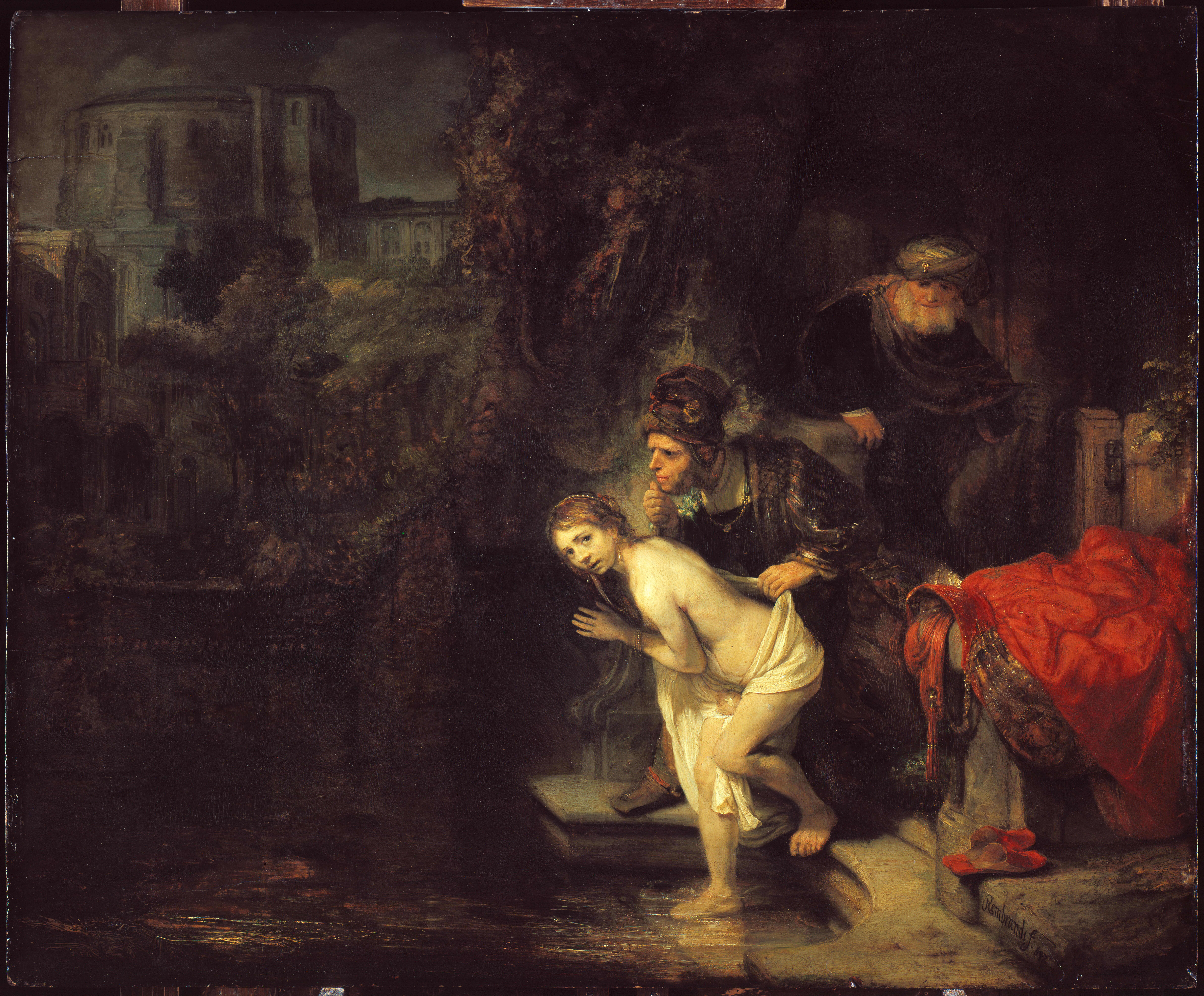
『スザンナと長老たち』1647年 絵画館所蔵